# 2004年金馬國際影展
2004年金馬國際影展是在2004年11月25日至12月5日，於臺灣的臺中、台北兩座城市舉辦。

## 簡介
參展影片如下：
- 庵野秀明《甜心戰士》
- 森田芳光《宛如阿修羅》

神秘場次電影如下：
- 葛瑞格·荒木《神秘肌膚》

焦點影人：篠田昇

## 外部連結
- 金馬國際影展（页面存档备份，存于）